# Bernd Löbach

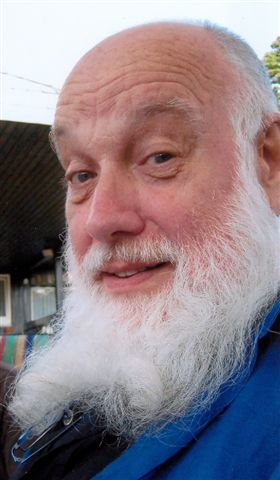
Bernd Löbach-Hinweiser (2009)

Bernd Löbach (* 5. November 1941 in Wuppertal) wurde durch seine künstlerische Tätigkeit und durch seine Schriften als weltweit ausstellender Umweltschutzkünstler, Gründer von zwei Museen, Kunst- und Designkritiker sowie als Buchautor bekannt.

## Biographie

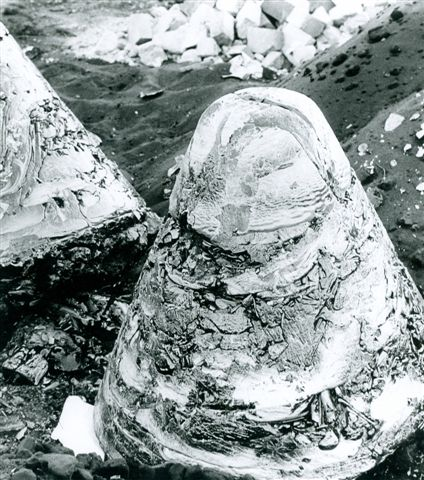
60 Schlackekegel auf einem Industriegelände. 1966, Umweltausstellung, Solingen

Nach der Schulzeit und nach einer Lehre als Stahlgraveur besuchte Löbach von 1961 bis 1963 die Fachschule für Metallgestaltung und Metalltechnik in Solingen. Dort wurde er mit den Gestaltungsbereichen Handwerk, Kunst und Design konfrontiert und besonders durch den Bildhauer Arthur Waßerloos zu ersten eigenen künstlerischen Arbeiten angeregt. 1961 zeigte Löbach erstmals eine Plastik öffentlich in einer Kunstausstellung in Solingen. 1963 bis 1967 studierte Löbach Industrial Design an der Werkkunstschule Wuppertal. Für ihn besonders interessante Anregungen bekam er durch seinen Lehrer Werner Schriefers, der als informeller Maler in der Grundlehre in die Technik der Collage einführte, eine künstlerische Gestaltungsweise, die später für Löbachs eigene Arbeit bedeutsam werden sollte. Bei dem Designer Odo Klose entwarf Löbach als Abschlussarbeit eine Drehbank mit ergonomisch geformten Bedienelementen.
Von 1967 bis 1968 war Löbach als Industrial Designer bei der Firma Brown, Boveri & Cie. in Mannheim tätig und entwarf Steuerpulte für Industrieanlagen und solche für Beleuchtungssysteme in Theatern und Fernsehstudios. Im Zeitraum 1968 bis 1975 lehrte Löbach als Dozent für Industrial Design an der Werkkunstschule Bielefeld, die ab 1972 in die Fachhochschule integriert wurde. Dort richtete er eine Entwurfsabteilung für die Gestaltung von Industrieprodukten ein und knüpfte Kontakt zu Unternehmen im Wirtschaftsraum Ostwestfalen, die durch konkrete Projekte die Entwicklungs- und Gestaltungsarbeit unterstützten. Neben seiner Lehrtätigkeit studierte Löbach in den Jahren 1971 bis 1975 an der
Universität Bielefeld Soziologie und setzte sich schwerpunktmäßig mit Industriekultur, Organisationssoziologie und Kommunikationstheorie auseinander. Da 1975 die Studienmöglichkeiten für die Disziplin Industrial Design im Bundesland Nordrhein-Westfalen konzentriert und in diesem Zusammenhang in Bielefeld aufgelöst wurden, folgte Bernd Löbach einer Berufung an den Fachbereich für Experimentelle Umweltgestaltung der Hochschule für Bildende Künste in Braunschweig. Dort vertrat er in diesem interdisziplinär arbeitenden Aufbaustudiengang den Lehrbereich Industrial Design. Von 1975 bis zu seiner Emeritierung im Jahre 2007 war Löbach als Professor in Braunschweig lehrend tätig und seine Lehrgebiete waren Designgeschichte, Designtheorie und Entwurfsprojektbetreuung.

## Frühe künstlerische Aktivitäten – Umweltausstellungen

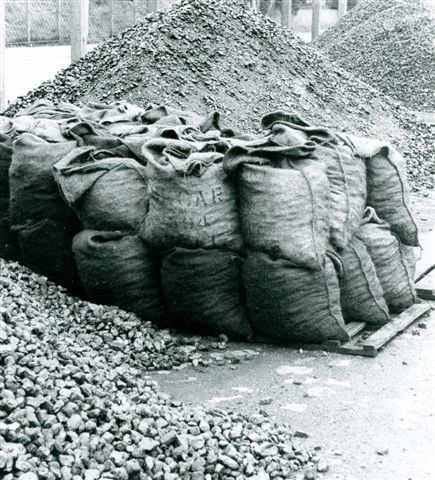
Visuelle Erlebnisfahrten durch Ostfriesland: Gestapelte Kohlesäcke. 1969, Umweltausstellung, Galerie Groh, Oldenburg

An der Fachschule für Metallgestaltung und Metalltechnik in Solingen hatte Löbach alle klassischen Bildhauertechniken erlernt und aufgrund des anschließenden Studiums zum Industrial Designer eine Vorliebe für glatte organische Formen entwickelt, wie sie von Hans Arp bekannt waren. Neben der Orientierung an den Arbeiten anderer Künstler trat aber schon früh die eigene Naturbeobachtung, die durch das Fach Naturstudium an der Werkkunstschule Wuppertal angeregt wurde. Rauhe, rissige, durch Zufälle der Bearbeitung geprägte Naturformen wurden in skulpturaler Weise erarbeitet und 1964 in einer ersten eigenen Ausstellung im Stadttheater Remscheid gezeigt sowie 1965 im Deutschen Klingenmuseum Solingen ausgestellt.
Eine wichtige Beobachtung Löbachs war, dass in der Natur und in menschlichen Arbeitsprozessen plastische Objekte entstehen, die nicht als Kunstwerke geplant waren, allerdings ästhetische Qualitäten aufweisen, wie sie bei Kunstwerken geschätzt werden. So begann er, seine „Visuelle Erlebnisse“ in Form von Umweltausstellungen zu
zeigen. Interessenten wurden durch Einladungskarten angeregt, die skulpturalen Ereignisse direkt in der Umwelt aufzusuchen. „60 Schlackekegel auf einem Industriegelände in Solingen“, „Überwinterte Vogelnester in einem Waldgelände bei Bielefeld“, „34 Streugutkästen an der B 62 zwischen Siegen und Laasphe“, „Heuhaufen auf einer Wiese“ waren
solche Ausstellungen mit zufällig entstandenen Skulpturen. In Zusammenarbeit mit der Galerie Hekuba in Düsseldorf zeigte Löbach 1969 vier Großbaustellen am Werstener Kreuz, in denen Straßenabsperrungen, gestapelte Steinplatten und ausgehobene Gräben als Negativräume durch Titelschildchen gekennzeichnet wurden. Da Löbach bei diesen Aktivitäten keine Werke mehr schuf, sondern auf Vorhandenes hinwies, kam er 1969 aufgrund einer Ausstellung mit Diskussion im Von der Heydt Museum Wuppertal zu dem Entschluss, als Berufsbezeichnung „Hinweiser“ zu wählen. So entstand der Name „Bernd Löbach-Hinweiser“. Damit wurde die lästige Diskussion vermieden, ob es sich bei diesem Vorgehen um Kunst handelt oder nicht. Darum ging es Löbach auch nicht, denn er wollte nicht Kunst machen, sondern auf gestalthafte Umweltereignisse aufmerksam machen. Höhepunkt dieser Aktivitäten waren „Visuelle Erlebnisfahrten durch Ostfriesland“. Nach einem Katalog konnten Interessenten eine ausgewählte Strecke von Oldenburg nach Norderney abfahren, um die an der Wegstrecke katalogisierten Umweltobjekte zu betrachten. Von Kunstkritikern wurde dies als ein deutscher Beitrag zur Land Art eingeschätzt, die in den frühen 1970er Jahren aktuell wurde.
- Klaus Groh (Hrsg.): Bernd Löbach: Visuelle Erlebnisfahrten durch Ostfriesland. Hinweise auf gestalthafte Umweltereignisse. Katalog einer Umweltausstellung, Galerie Groh, Oldenburg 1969.
- Bernd Löbach-Hinweiser: Visuelle Erlebnisse: Hinweise auf gestalthafte Umweltereignisse, Umweltobjekte, Umweltveränderungen. Buche Verlag, Bielefeld 1970.
- Bernd Löbach-Hinweiser: Umwelterkenntnisse. Buche Verlag, Bielefeld 1972, und Designbuch Verlag, Cremlingen 1976, ISBN 3-923971-22-2.

## Umweltkritische Kunst

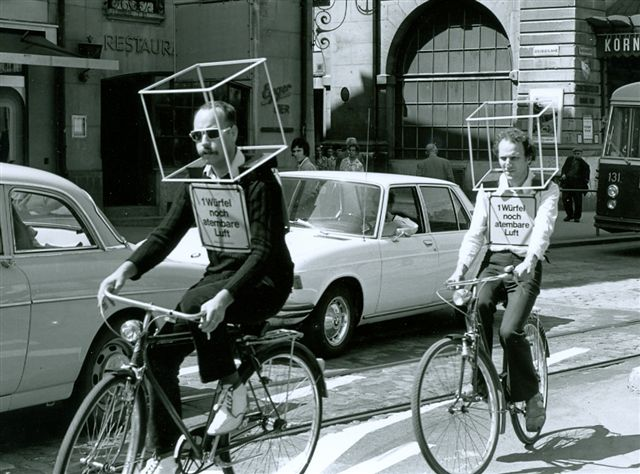
Zwei Würfel noch atembare Luft. 1971, Fahrradaktion, Galerie La Linea, Bern/Schweiz

Um 1970 begann in den Massenmedien eine weltweite Auseinandersetzung mit Umweltproblemen. Aus heutiger Sicht war dies der Beginn der Ökologiebewegung. Löbach, der sich bis dahin in einer relativ naiven Weise mit Natur und Umwelt auseinandergesetzt hatte, begriff, dass künstlerische Fähigkeiten eingesetzt werden können, um eine Entwicklung von kritischem Bewusstsein für Umweltprobleme zu unterstützen. Fotos einer Aktion, bei der Schilder mit der Aufschrift „Achtung, Hausabfälle in diese Tannenschonung werfen“ im Wald aufgestellt waren, wurden durch die Agentur Associated Press an die Massenpresse verteilt und darin veröffentlicht. Dies war ein neuer Verteilungsweg für künstlerische Botschaften, auf dem der eingespielte Weg von Galerie und Museum verlassen und eine viel größere Öffentlichkeitswirkung erreicht wurde. Eine Fahrradtour durch Bern, bei der 1971 Löbach mit seinem Galeristen Fernand Hofer mit „Würfeln noch atembarer Luft“ auf dem Kopf durch den Autoverkehr der Stadt fuhr, erregte weltweit Aufsehen und viele
Fernsehanstalten übernahmen die bildliche Berichterstattung über dieses Ereignis. Damit war Löbachs „Umweltkritische Kunst“ geboren.
- Bernd Löbach-Hinweiser: Umweltkritische Kunst 1: Das Museum für Wegwerfkultur auf Reisen. Museum für Wegwerfkultur, Weddel 1985.
- Bernd Löbach-Hinweiser: Umweltkritische Kunst 2: Am Kunstmarkt vorbei in die Gesellschaft. Designbuch Verlag, Cremlingen 1989, ISBN 3-923971-19-2.

## Das reisendeMuseum für Wegwerfkultur

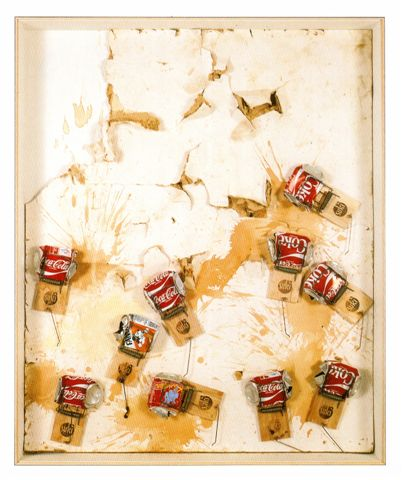
Die Landplage. 1986, Objektkasten, 121 × 101 cm, Museum für Wegwerfkultur, Weddel

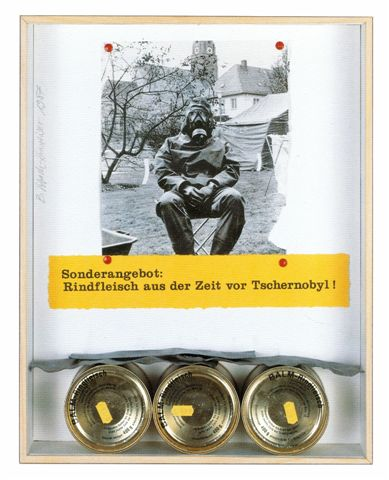
Sonderangebot: Rindfleisch aus der Zeit vor Tschernobyl. 1987, Objektkasten, 51 × 41 cm, Museum für Wegwerfkultur, Weddel

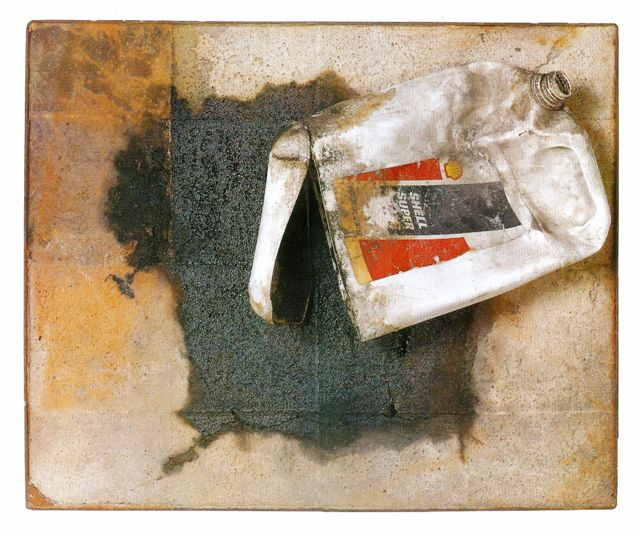
Kleine Öllandschaft. 1989, Bodenobjekt, 50,6 × 60,7 cm, Museum für Wegwerfkultur, Weddel

In den folgenden Jahren erarbeitete Bernd Löbach in kritischer Weise viele Werke zu Umweltthemen. Es entstanden Collagen, Objektkästen, Objekte, Raumgestaltungen und Aktionen, bei denen Materialien der Wegwerfkultur direkt verarbeitet wurden. Diese Arbeiten wurden zum Bestand eines reisenden „Museums für Wegwerfkultur“, das stets zu Gast in anderen Institutionen war. So wurden in der Zeit zwischen 1983 und 1998 weltweit, unter anderem in Zusammenarbeit mit 18 Goethe-Instituten, etwa 100 Ausstellungen mit dem Bestand des Museums durchgeführt. Die Besucher kamen nicht zur Kunst, sondern die Kunst ging zu den Besuchern an die Orte, an denen diese sowieso waren, in Fußgängerzonen, Rathäuser, Bürgerhäuser, Kulturzentren, Theater, Bibliotheken, allgemeinbildende Schulen, Volkshochschulen, Hochschulen, kirchliche Einrichtungen, Umweltschutzorganisationen, Künstlergalerien, und Kunstvereine. In Zusammenarbeit mit Schulen wurden pädagogische Aktionen durchgeführt und die Schülerarbeiten ebenfalls in Ausstellungen gezeigt. Anhand des
ausgestellten visuell wirksamen Materials führte dies zu lebendigen Auseinandersetzungen mit aktuellen Problemen wie dem gewinnorientierten Ressourcenverbrauch, der Umweltbelastung, Umweltverschmutzung und Umweltvergiftung.
- Bernd Löbach-Hinweiser: Museum für Wegwerfkultur: Eine reisende Sammlung 'Umweltkritischer Kunst' zur Bildung von Umweltbewußtsein. Designbuch Verlag, Cremlingen 1993, ISBN 3-923971-38-9.

## Einzel-Ausstellungen mit Werken von Bernd Löbach und seit 1983 aus dem Bestand desMuseums für WegwerfkulturWeddel
1964
Stadttheater Remscheid.
1965
Deutsches Klingenmuseum Solingen / Galerie Blome Wanne-Eickel.
1967
Galerie im Jazzkeller Saarstraße Solingen.
1968
Tsamas-Galerie Villingen / Galerie Kümmel Köln / Galerie NOS Duisburg.
1969
Von der Heydt Museum Wuppertal / Galerie Hekuba Düsseldorf / Galerie Groh Oldenburg / Galerie Jesse Bielefeld.
1970
Karl Ernst Osthaus Museum Hagen.
1971
Informationszentrale für Ereignisse Bielefeld / Kuhn Galerie Aachen / Galerie Kümmel Köln / Galerie Katakombe Basel/Schweiz / Galerie im Centre Göttingen / Aktionsgalerie Jäggli Bern/Schweiz / Galerie La Linea Bern/Schweiz / Atelier NW 8 Beidersheim / New Reform Gallery Aalst/Belgien.
1973
Kunsthaus Hamburg / Deutsch-Japanisches Kulturinstitut Kyoto/Japan.
1975
Umweltgalerie Prankl Stuttgart.
1982
Galerie für Visuelle Erlebnisse Cremlingen / Dada Research-Center Friedrichsfehn / Galerie Kunstlicht Solingen / Five Towers Micro Hall Center Augustfehn.
1983
Universidad Javeriana Bogotá/Kolumbien / Galerie Prütt & Kunstverein Wolkenstein Minden / Artestudio Ponte Nossa-Bergamo/Italien / Museum für Wegwerfkultur Weddel / Galerie Kunstkooperative Braunschweig / Workarea Dego/Italien.
1984
Galerie im Hof Gifhorn / Wilhelm-Hack-Museum Ludwigshafen / Galerie Harmening Bückeburg / Moon Gallery Mt. Berry, Georgia/USA.
1985
Kunstverein Salzgitter / Oldenburger Kunstverein / Kunstverein Siegen / Art Space Nishinomiya/Japan / Umweltbundesamt Berlin.
1986
Galerie im Zwinger St. Wendel / Rathaus Leverkusen / Hochschule Lüneburg.
1987
Kunstverein Nordenham / Evangelische Akademie Loccum / Rathaus Siegburg / Kunstverein Gauting.
1988
Kunstverein Ladenburg / Goethe-Institut Marseille/Frankreich / Espace Bateau Lavoir Paris/Frankreich / Bürgerhaus Schortens / Kloster St. Albertus Magnus Braunschweig / Goethe-Institut Paris / Galerie Kröger Kirchheim / Städtische Galerie Spittal/Österreich / Goethe-Institut Nancy/Frankreich.
1989
Goethe-Institut Palermo & Città di Palermo/Italien / Kunstverein Hoferbad Appenzell/Schweiz / Förderkreis zeitgenössische Kunst Euskirchen.
1990
Stadttheater Rüsselsheim / Goethe-Institut Tunis/Tunesien / Ministerium für Umwelt Baden-Württemberg im Landespavillon Stuttgart / Goethe-Institut Bergen/Norwegen / Senatsverwaltung für Umweltschutz Berlin / Gesellschafts- und Wirtschaftsmuseum Wien/Österreich / Academy of Technical Sciences Lyngby/Dänemark / Rathaus Mainz / Galerie Sophienstraße 8 Berlin-Lichtenberg / Goethe-Institut Toulouse/Frankreich / Universitätsbibliothek Hildesheim / Goethe-Institut Göteborg/Schweden.
1991
Goethe-Institut Lissabon/Portugal / Goethe-Institut Porto/Portugal / Universität Lissabon/Portugal / Goethe-Institut Coimbra/Portugal / Ministerium für Umwelt Baden-Württemberg und Landesgewerbeamt Karlsruhe / Goethe-Institut Kyoto/Japan / Musashino Art University Tokyo/Japan / Galerie Budissin & Bautzener Kunstverein / Stadtbücherei Hof / Universität Greifswald / Volkshochschule Dietz / Goethe-Institut Santiago/Chile.
1992
Städtische Galerie Filderstadt / Goethe-Institut Belgrad/Jugoslawien / Goethe-Institut Bukarest/Rumänien / Astra-Bibliothek Hermannstadt/Rumänien / Galerie Kröger Kirchheim / Kunstcontainer im Stadtzentrum von Heilbronn / Goethe-Institut Reykjavík/Island.
1993
Stadt Heidelberg & Heidelberger Kunstverein / Kloster St. Albertus Magnus Braunschweig / Zehntscheuer Möglingen / Konrad-Adenauer-Gymnasium Westerburg / Kirche St. Bonifatius Weddel / Kiyosato Museum of Contemporary Art Kiyosato/Japan / Internationale Gartenbauausstellung Stuttgart / Ministerium für Umwelt Baden-Württemberg Stuttgart / Deutsches Hygiene-Museum Dresden / Hochschule für Kunst und Design Halle.
1994
Kunsthalle Gießen / Goethe-Institut Budapest/Ungarn / Jugenddorf Godesheim Bonn / Ungarndeutsches Bildungszentrum Baja/Ungarn / Goethe-Institut Moskau/Russland / Bildungszentrum der Stadt Gelsenkirchen / Akademie für Verwaltung Moskau/Russland.
1995
Galerie Oeil Forbach/Frankreich / Saarländisches Künstlerhaus Saarbrücken / Deutsche Schule Moskau/Russland / Umweltbundesamt Berlin / Kunstverein Heidenheim / Landesanstalt für Umweltschutz Baden-Württemberg Karlsruhe / Städtische Gemäldegalerie Perm/Russland / Europäische Akademie Otzenhausen / Wissenschaftsladen Bonn.
1996
Kreuzkirche Dresden / Landschaftsverband Westfalen-Lippe Landeshaus Münster / Europahuset Sandviken/Schweden / Universität Saarbrücken.
1997
Kulturhistorisches Museum Stralsund / Meeresmuseum Stralsund / Kaufhaus Herti Wiesbaden / Haus der Kultur und Bildung Neubrandenburg.
1998
Evangelische Johanneskirche Holzappel.

## DasMuseum für moderne Kunst Weddel
Neben den eigenen künstlerischen Aktivitäten beschäftigte sich Löbach auch immer mit den Werken anderer Künstler, die er schätzte, und sammelte deren Werke. So entstand eine Sammlung aktueller Kunst, die einen beträchtlichen Umfang angenommen hat. Neben Werken der Graphik, Malerei und Plastik entwickelten sich spezielle Sammelgebiete wie
Fluxus-Kunst, Mail Art, Rubber Stamp Art, Künstlerbanknoten und Künstlerbriefmarken, worüber Löbach auch Ausstellungen organisierte und Kataloge veröffentlichte. Eine Spezialität des Museums ist die Rubber Stamp Gallery. Von über 50 Künstlern, mit denen Löbach Kontakt unterhält, gibt es Gummistempel, die durch ein Motiv des jeweiligen Künstlers und einem Slogan in ihrer Gestaltung bestimmt wurden. Ein Exemplar des Stempels hat jeweils der Künstler zur Verfügung, eins liegt im Museum und wird für die Korrespondenz als Erkennungszeichen und Programm-Marke verwendet.
- Bernd Löbach-Hinweiser: Mail Art, Rubber Stamp Art: Kunst als Kommunikation auf dem Postweg. Designbuch Verlag, Cremlingen 1983, ISBN 3-923971-05-2.
- John Held Jr.: Rubber Stamp Gallery: Museum für moderne Kunst Weddel, Germany. In: John Held Jr.: Rubber Stamp Art. AAA Editioni, Bertiolo/Italien 1999, ISBN 88-86828-23-3, S. 156–159.
- Bernd Löbach-Hinweiser (Hrsg.): Felix Droese: Werke aus dem Museum für moderne Kunst Weddel. Katalog zur Ausstellung in der Kirche St. Bonifatius Weddel, Designbuch Verlag, Cremlingen 1996, ISBN 3-923971-56-7.
- Bernd Löbach-Hinweiser (Hrsg.): Werner Henkel: Werke aus dem Museum für moderne Kunst Weddel. Katalog zur Ausstellung in der Kirche St. Bonifatius Weddel, Designbuch Verlag, Cremlingen 1999, ISBN 3-923971-58-3.

## Professur an der Hochschule für Bildende Künste Braunschweig

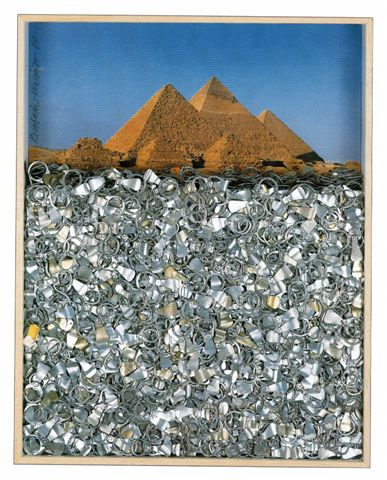
Neue Landschaft: Pyramiden von Gizeh. 1987, Objektkasten, 51 × 41 cm, Kunstsammlung des Landes Baden-Württemberg, Stuttgart

Durch Kunst können nach Löbachs Vorstellung Umweltprobleme analysiert und kritisiert, durch Design die Umwelt verbessert werden. So kann mit den Medien Kunst und Design der Dreischritt Analyse, Kritik und gestalterische Verbesserung vollzogen werden. Darauf baute Löbachs Lehrtätigkeit an der Hochschule für Bildende Künste Braunschweig auf. In Designgeschichte und ökologieorientierter Designtheorie vermittelte und erarbeitete er mit Studierenden die theoretischen Grundlagen für das gestalterische Handeln. Die in den Seminaren entstandenen Beiträge wurden in sechzehn Druckschriften zusammengefasst. In praktischen Entwurfsprojekten wurden soziale und ökologieorientierte Themen bearbeitet. Schadstoffmobil, Elektromobil, Tankstelle für Elektroautos, Altöl-Entsorgungsstation, Milchzapfanlage für Kaufmärkte, Hausmüll-Trennungssystem waren solche Projekte, die von der Analyse des jeweils anstehenden Problems bis zum dreidimensionalen Modell bearbeitet wurden. Als Gastprofessor lehrte Löbach 1991 an der Musashino Art University Tokyo/Japan und 2007 an der Tecnológico de Monterrey/Mexiko.
- Bernd Löbach, Ernst Albrecht Fiedler: Design und Ökologie. Designbuch Verlag, Cremlingen 1995, ISBN 3-923971-46-X.
- Bernd Löbach: Kritische Designtheorie: Aufsätze und Vorträge 1972–2000. Designbuch Verlag, Cremlingen 2001, ISBN 3-923971-62-1.

## Buchautor
Bernd Löbach hat schon früh erkannt, dass sich ein Künstler selbst darum bemühen muss, seine Aktivitäten über die Massenmedien zu verbreiten, wenn er viele Menschen anregen will. Deshalb hat er sich immer dafür engagiert, durch Druckschriften seine Anliegen und Inhalte zu vermitteln. Die unten aufgeführten Titel geben immer auch einen Hinweis auf die von Löbach in seiner Kunst behandelten Teilthemen der Umweltproblematik.
Seit seiner Emeritierung im Jahre 2007 ist Löbach nach 39 Jahren Lehrtätigkeit nun als freier Buchautor tätig und beschäftigt sich mit der Gestaltungsideologie des Biomorphismus, die er in den Bereichen Kunst, Architektur und Design behandelt. Es geht dabei um die naturorientierte Gestaltung materieller Umwelt, um die biomorphe, organische, dynamische Gestalt der Gegenstände und Gebäude, die uns umgeben und die wir nutzen. Von besonderem Interesse ist dabei deren Auswirkung auf unsere Psyche und der Grad an Wohlbefinden, den sie
auslösen. Diese Auseinandersetzung soll in den nächsten Jahren in acht Buchbänden veröffentlicht werden.

## Ehrungen
- 1965: Förderpreis des Kulturkreises im Bundesverband der Deutschen Industrie für Technische Gestaltung (gemeinsam mit Klaus Vogt).
- 1974: Preis des British Arts Council anlässlich der 4. Internationalen Print Biennale in Bradford/England.
- 1997: Verdienstkreuz am Bande der Bundesrepublik Deutschland.

## Publikationen

### Bücher zum Themenbereich „Kunst und Ökologie“
- Claus Dieter Häffele (Hrsg.): Kunst + Ökologie: Texte zur 'Umweltkritischen Kunst' des Hinweisers Bernd Löbach. Designbuch Verlag, Cremlingen 1987, ISBN 3-923971-12-5.
- Bernd Löbach-Hinweiser: Radioaktive Fässer in einer Kunstausstellung: Eine Aktion gegen das Vergessen. Designbuch Verlag, Cremlingen 1988, 2. Auflage. 1992, ISBN 3-923971-17-6.
- Dörthe Lammel (Hrsg.): Ata fein: Zur Eröffnung der Ausstellung Bernd Löbach-Hinweiser 'Umweltkritische Kunst' in der 'Galerie Sophienstraße 8' in Berlin-Lichtenberg. Designbuch Verlag, Cremlingen 1990, ISBN 3-923971-24-9.
- Bernd Löbach-Hinweiser: 20 Jahre Umweltkritische Kunst 1970–1990. Katalog zur Ausstellung im Landesgewerbeamt Karlsruhe, Designbuch Verlag, Cremlingen 1991, ISBN 3-923971-26-5.
- Roland Heinzmann (Hrsg.): 20 Jahre Umweltkritische Kunst 1970–1990. Ein Interview zur Retrospektive von Bernd Löbach-Hinweiser im Landesgewerbeamt Karlsruhe. Designbuch Verlag, Cremlingen 1992, ISBN 3-923971-28-1.
- Wolfgang Herrmann: Schmutz Religion Kunst: Religiöse Aspekte im Werk von Bernd Löbach-Hinweiser. Designbuch Verlag, Cremlingen 1992, ISBN 3-923971-29-X.
- Bernd Hohmann: Reflexion über Vergänglichkeit. Zu einer Werkgruppe von Bernd Löbach-Hinweiser. Designbuch Verlag, Cremlingen 1992, ISBN 3-923971-30-3.
- Bernd Löbach-Hinweiser: Gold + Hunger: Ein konsumkritisches Environment. Designbuch Verlag, Cremlingen 1992, ISBN 3-923971-31-1.
- Dörthe Lammel: Kunst und Ökologie: Umweltkritische Kunst von Bernd Löbach-Hinweiser. Textheft mit 12 Dias für den Gebrauch in Schulen, Vista Point Verlag, Köln 1992, Best. Nr. 1120.
- Inge Krey u. a.: Umweltkritische Kunst ↔ Pädagogik: Auswirkungen einer Ausstellung von Bernd Löbach-Hinweiser in der Universität Greifswald. Designbuch Verlag, Cremlingen 1993, ISBN 3-923971-34-6.
- Bernd Hohmann: Gold und Hunger: Zu einem konsumkritischen Environment von Bernd Löbach-Hinweiser. Designbuch Verlag, Cremlingen 1993, ISBN 3-923971-36-2.
- Klaus-Jürgen Lebus: Umwelt Ökologie Ästhetik Kunst: Ästhetische Aspekte im Werk von Bernd Löbach-Hinweiser. Designbuch Verlag, Cremlingen 1993, ISBN 3-923971-37-0.
- Bernd Löbach-Hinweiser: 10 Jahre Museum für Wegwerfkultur 1983–1993. Stadt Heidelberg & Heidelberger Kunstverein, Designbuch Verlag, Cremlingen 1993, ISBN 3-923971-33-8.
- Marianne Winter (Hrsg.): Umweltsünden zur Schau gestellt: Dokumentation einer Löbach-Ausstellung und pädagogischer Aktivitäten in Heidelberg. Designbuch Verlag, Cremlingen 1993, ISBN 3-923971-41-9.
- Bernd Löbach-Hinweiser: Umweltkritische Kunst. Katalog zur Ausstellung im Goethe-Institut Moskau, Designbuch Verlag, Cremlingen 1994, ISBN 3-923971-42-7.
- Claus Dieter Häffele (Hrsg.): Löbach-Hinweiser in Budapest: Ausstellung im Goethe-Institut und pädagogische Aktionen in der Deutschen Schule. Designbuch Verlag, Cremlingen 1994, ISBN 3-923971-43-5.
- Klaus-Jürgen Lebus: Löbach-Hinweiser: Kunst + Ökologie. Designbuch Verlag, Cremlingen 1995, ISBN 3-923971-44-3.
- Arno Krause (Hrsg.): Löbach-Hinweiser: Bilder zur europäischen Wegwerfkultur. Katalog zur Ausstellung in der Europäischen Akademie Otzenhausen, Designbuch Verlag, Cremlingen 1995, ISBN 3-923971-51-6.
- Bernd Löbach-Hinweiser (Hrsg.): Welt des Wassers: Ein deutsch-russisches Schulprojekt in Zusammenarbeit mit dem Goethe-Institut Moskau. Designbuch Verlag, Cremlingen 1996, ISBN 3-923971-55-9.
- Bernd Löbach-Hinweiser: Lebensbeiläufigkeiten: Dokumente einer Fluxus-Haltung. Designbuch Verlag, Cremlingen 2005, ISBN 3-923971-63-X.
- Bernd Löbach-Hinweiser: Alles fließt im Fluxusland: Collagierte Tagebücher zur Konsumkultur 1996–2009. Designbuch Verlag, Cremlingen 2009, ISBN 978-3-923971-66-4.
- Bernd Löbach-Hinweiser: Kunst im Alltag: Ideen für eine Kunst aus der Umwelt. Designbuch Verlag, Cremlingen 2010, ISBN 978-3-923971-67-1.

### Bücher zum Themenbereich „Aktuelle Kunst“
- Bernd Löbach-Hinweiser (Hrsg.): Hans Alvesen: Papierplastiken. Designbuch Verlag, Cremlingen 1984, ISBN 3-923971-08-7.
- Bernd Löbach-Hinweiser (Hrsg.): Internationale Künstler-Briefmarken-Ausstellung Weddel 1985. Designbuch Verlag, Cremlingen 1985, ISBN 3-923971-09-5.
- Bernd Löbach-Hinweiser (Hrsg.): Albrecht/d.: Collage, Geklebtes, Mix 1975–1985. Designbuch Verlag, Cremlingen 1986, ISBN 3-923971-10-9.
- Bernd Löbach-Hinweiser (Hrsg.): H. R. Fricker: Networkingmaterial. Designbuch Verlag, Cremlingen 1986, ISBN 3-923971-11-7.
- Bernd Löbach-Hinweiser (Hrsg.): H. R. Fricker: Ort der Orte. Designbuch Verlag, Cremlingen 1995, ISBN 3-923971-47-8.
- Bernd Löbach-Hinweiser (Hrsg.): Hans Alvesen: Plastiken. Designbuch Verlag, Cremlingen 1995, ISBN 3-923971-50-8.
- Bernd Löbach-Hinweiser (Hrsg.): Albrecht/d.: Instant Life Love Death. Designbuch Verlag, Cremlingen 1996, ISBN 3-923971-52-4.
- Bernd Löbach-Hinweiser: Künstlerbanknoten: Artists' Banknote Works. Designbuch Verlag, Cremlingen 2000, ISBN 3-923971-59-1.
- Bernd Löbach-Hinweiser: Bernhard Johannes Blume: Zeichnungen. Designbuch Verlag, Cremlingen 2003, ISBN 3-923971-61-3.
- Bernd Löbach-Hinweiser: Albrecht/d.: Ein politisch engagierter Künstler. Designbuch Verlag, Cremlingen 2005, ISBN 3-923971-65-6.
- Bernd Löbach-Hinweiser: Otto Dressler: Kunst und Politik. Designbuch Verlag, Cremlingen 2006, ISBN 3-923971-64-8.
- Bernd Löbach-Hinweiser: Alles fließt im Fluxusland. Collagierte Tagebücher zur Konsumkultur 1996–2009. Designbuch Verlag, Cremlingen 2009, ISBN 978-3-923971-66-4.
- Bernd Löbach-Hinweiser: Kunst im Alltag. Ideen für eine Kunst aus der Umwelt. Designbuch Verlag, Cremlingen 2010, ISBN 978-3-923971-67-1.
- Bernd Löbach-Hinweiser: Der Frühstückstisch entlässt seine Kinder. Dokumente einer Fluxus-Haltung. Designbuch Verlag, Cremlingen 2010, ISBN 978-3-923971-69-5.
- Bernd Löbach-Hinweiser: Wenn die Kunst mit uns macht was sie will. 100 Bildwerke zu Carl Gustav Jung: 'Die Dynamik des Unbewussten' . Designbuch Verlag, Cremlingen 2011, ISBN 978-3-923971-74-9.
- Bernd Löbach-Hinweiser: Nanokunst. 100 Menschenbilder zu Hermes Trismegistos: 'Wie im Großen – so im Kleinen' . Designbuch Verlag, Cremlingen 2011, ISBN 978-3-923971-76-3.
- Bernd Löbach-Hinweiser: Teebeutelforschung. Ein experimentelles Fluxus-Projekt. Designbuch Verlag, Cremlingen 2013, ISBN 978-3-923971-81-7.
- Bernd Löbach-Hinweiser: 50 Jahre Experimentelle Plastiken und Objekte 1961–2011. Designbuch Verlag, Cremlingen 2013, ISBN 978-3-923971-75-6.
- Bernd Löbach-Hinweiser (Hrsg.): Hans Alvesen – Mehr als Leben und Tod. Designbuch Verlag, Cremlingen 2014, ISBN 978-3-923971-87-9.
- Bernd Löbach-Hinweiser: Kunst und Wissenschaft. Band 1 – Zum Verhältnis zwischen den Disziplinen. Designbuch Verlag, Cremlingen 2013, ISBN 978-3-923971-80-0.
- Bernd Löbach-Hinweiser: Kunst und Wissenschaft. Band 2 – Über die Experimentelle Methode. Designbuch Verlag, Cremlingen 2014, ISBN 978-3-923971-82-4.
- Bernd Löbach-Hinweiser: Kunst und Wissenschaft. Band 3 – Experimente in verschiedenen Gesellschaftsfeldern. Designbuch Verlag, Cremlingen 2015, ISBN 978-3-923971-83-1.
- Bernd Löbach-Hinweiser: Kunst und Wissenschaft. Band 4 – Experimentelle Kunst. Designbuch Verlag, Cremlingen 2016, ISBN 978-3-923971-84-8.
- Bernd Löbach-Hinweiser: Kunst und Wissenschaft. Band 5 – Phantasie – Ein Vermögen für schöpferisches Handeln. Designbuch Verlag, Cremlingen 2018, ISBN 978-3-923971-86-2.
- Bernd Löbach-Hinweiser: Kunst und Wissenschaft. Band 6 – Theorie der durch Einbildung gestalteten Geistwesen. Designbuch Verlag, Cremlingen 2022, ISBN 978-3-948776-00-8
- Bernd Löbach-Hinweiser: Der Künstler als Gehilfe des Zufalls – Dokumente einer Fluxus-Haltung. Designbuch Verlag, Cremlingen 2018, ISBN 978-3-923971-96-1
- Bernd Löbach-Hinweiser: Fluxus-Archetypen - Fluxus-Pilze. Buch mit Compact Disc und 226 Abbildungen, Designbuch Verlag, Cremlingen 2018, ISBN 978-3-923971-06-0

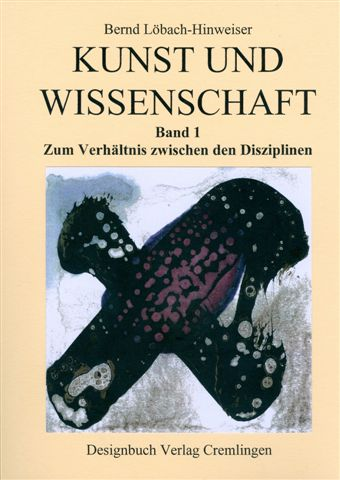
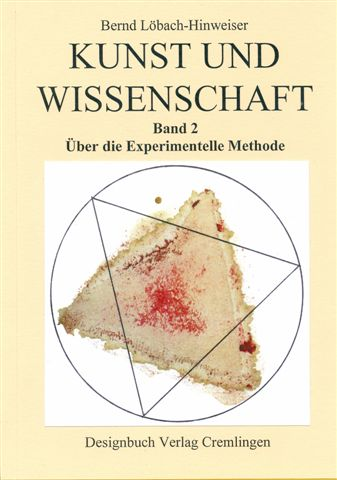
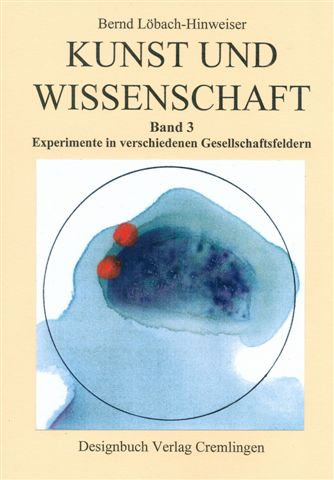

### Bücher zum ThemenbereichLiteraturtheorie / Aphoristik
Bernd Löbach-Hinweiser:  Fruchtbare Nächte – Wie das Gehirn im Halbschlaf ohne Bewusstheit kreativ ist. Buchreihe (Bisher 25 Bände)
- Band 1 – Grabräuber auf dem Friedhof des Kapitalismus. 2010, ISBN 978-3-923971-68-8.
- Band 2 – Melkeimer aus der Konkursmasse des Absturzkapitalismus. 2011, ISBN 978-3-923971-72-5.
- Band 3 – Immanuel Kant hatte einen Sessel, in dem er schlafend denken konnte. 2011, ISBN 3-923971-73-7.
- Band 4 – Ohne diese mediale Überflutung kein Wahn. 2012, ISBN 978-3-923971-77-0.
- Band 5 – Wenn es uns nicht gut geht, lecken uns Politiker die Hände. 2012, ISBN 978-3-923971-78-7.
- Band 6 – Auf der Suche nach Humanität im Pfannkuchen, andere mögliche Fundorte sind schon verdorben. 2012, ISBN 978-3-923971-79-4.
- Band 7 – Wenn erleuchtete Hirsche Schlitten durch die Vorgärten ziehen, muss man vor dem Wahnsinn fliehen. 2013, ISBN 978-3-923971-85-5.
- Band 8 – Wenn der Motor klopft wird die Mastente gestopft. 2014, ISBN 978-3-923971-88-6.
- Band 9 – Demokratie ist heute Diktatur des Kapitals. 2014, ISBN 978-3-923971-89-3.
- Band 10 – Einem völlig satten Magen muss man auch mal etwas anbieten. 2015, ISBN 978-3-923971-90-9.
- Band 11 – Alles muss noch größer werden nur die Gehirne schrumpfen. 2016, ISBN 978-3-923971-91-6.
- Band 12 – Mit Hilfe geistiger Fähigkeiten wollen wir den Tod überwinden. 2016, ISBN 978-3-923971-92-3.
- Band 13 – Jeder Flüchtling ist ein Rohdiamant, den man für das Profitsystem schleifen kann. 2017, ISBN 978-3-923971-93-0.
- Band 14 – Das Gehirn hat alles gefickt eingeschädelt. 2018, ISBN 978-3-923971-94-7.
- Band 15 – Alles in der Welt wird auf 'Deals' reduziert – Durch Einfalt soll Größe erreicht werden. 2018, ISBN 978-3-923971-95-4.
- Band 16 – Die Wahrheit aller Stimmen liegt im Gewirr. 2019, ISBN 978-3-923971-97-8.
- Band 17 – Eine von der Wirtschaft voll im Grif gehaltene Regierung braucht eine größere Orientierung an der Wirtschaft. 2020, ISBN 978-3-923971-98-5
- Band 18 – Die Welt ist das was wir in unserem Kopf aus ihr machen. 2021, ISBN 978-3-923971-99-2
- Band 19 – Das Leben kann ganz einfach sein  Der Schmied macht die Hufeisen  Das Pferd trägt sie. 2022, ISBN 978-3-948776-01-5
- Band 20 – Antike griechische Philosophie nach Art einer Zwiebelmettwurst. 2022, ISBN 978-3-948776-02-2
- Band 21 – Beiße in die Hand, die sich selbst das größte Stück vom Kuchen nimmt. 2023, ISBN 978-3-948776-03-9
- Band 22 – Richtet das Licht, denn es will gelüftt sein. 2023, ISBN 978-3-948776-05-3
- Band 23 – Kleine blasse Würstchen wollen immer groß und bedeutend sein. 2024, ISBN 978-3-948776-09-1
- Band 24 – Die verbreitetste Krankheit unserer Zeit ist die Publizitätssucht. 2024, ISBN 978-3-948776-10-7
- Band 25 – Pflanzstöcke sind auch geeignet für das Anheben von Schottenröcken. 2025, ISBN 978-3-948776-11-4

(Alle Bände Designbuch Verlag Cremlingen mit je 1000 Aphorismen).

### Bücher zum Themenbereich „Design“
- Bernd Löbach (Hrsg.): Die Industrie zum Thema: Industrie-Design und Studium: Ergebnis einer Umfrage. Fachhochschule Bielefeld, Bielefeld 1973.
- Bernd Löbach: Industrie-Design an der Fachhochschule Bielefeld. Fachhochschule Bielefeld, Bielefeld 1974.
- Bernd Löbach: Industrial Design: Grundlagen der Industrieproduktgestaltung. Verlag Karl Thiemig, München 1976, ISBN 3-521-04050-X  (Zudem Ausgaben in spanisch, portugiesisch und koreanisch).
- Bernd Löbach (Hrsg.): Beiträge zur bevölkerungsorientierten Designtheorie. Designbuch Verlag, Cremlingen 1976, ISBN 3-923971-00-1.
- Bernd Löbach, Helmut Schmidt: Was ist Industrial Design? Textheft mit 60 Dias, Internationales Design-Zentrum Berlin, Rat für Formgebung Darmstadt, Berlin 1976.
- Bernd Löbach: Industrial Design im Unterricht: Eine kritische Auseinandersetzung mit industriell produzierter Umwelt. Otto Maier Verlag, Ravensburg 1979, ISBN 3-473-61428-9.
- Bernd Löbach: Produktgestaltung: Auseinandersetzung mit Industrial Design. Metzlersche Verlagsbuchhandlung, Stuttgart 1981, ISBN 3-476-20229-1.
- Bernd Löbach: Design durch alle: Alternativen zur fremdbestimmten Massenproduktkultur. Hochschule für Bildende Künste Braunschweig, Braunschweig 1983, ISBN 3-88895-003-1.
- Bernd Löbach: Ernst Albrecht Fiedler: Design und Ökologie. Designbuch Verlag, Cremlingen 1995, ISBN 3-923971-46-X.
- Bernd Löbach: Kritische Designtheorie: Aufsätze und Vorträge 1972–2000. Designbuch Verlag, Cremlingen 2001, ISBN 3-923971-62-1.
- Bernd Löbach: Biomorphismus – Eine Revolution in der Architektur. Band 1 – Geschichte. Designbuch Verlag, Cremlingen 2010, 2. Auflage. 2011, ISBN 978-3-923971-70-1.